# ロムロ・ボルジェス・モンテイロ
ロムロ・ボルジェス・モンテイロ（Rômulo Borges Monteiro、1990年9月19日 - ）は、ブラジル・ピークス出身のプロサッカー選手。石家荘永昌足球倶楽部所属。ポジションはミッドフィールダー。

## 経歴

### クラブ
2009年からCRヴァスコ・ダ・ガマのユースチームに所属し、2010年にトップチーム昇格。2011年、カップ戦のコパ・ド・ブラジル決勝ではスタメンで出場し優勝に貢献した。
2012年6月下旬、ロシア・プレミアリーグ所属のFCスパルタク・モスクワへ移籍をした。

### 代表
ブラジル代表として2011年9月5日にアルゼンチン戦でA代表デビュー。2012年6月9日、アルゼンチン代表との試合で代表初ゴールを挙げた。

## タイトル
クラブ
CRヴァスコ・ダ・ガマ
- コパ・ド・ブラジル 2011

FCスパルタク・モスクワ
- ロシアサッカー・プレミアリーグ 2016-17

CRフラメンゴ
- カンピオナート・カリオカ 2017